# Бельэтаж (театр)
Бельэта́ж (от фр. bel «красивый, прекрасный» + étage «этаж; ярус») в зрительном зале — второй этаж сразу после бенуара, расположенный ниже нумерованных ярусов. 
Это первый этаж с балконами; последующие этажи с балконами начинают нумерацию с единицы: первый ярус, второй ярус.